# Jean-Émile Castaignède
Pour les articles homonymes, voir Castaignède.
Jean-Émile Castaignède, né le 9 août 1825 à Pissos (Landes) et mort le 25 mars 1890 à Pissos, est un homme politique français.
Conseiller général du canton de Sabres, il est député des Landes de 1877 à 1881, inscrit au groupe bonapartiste de l'Appel au peuple.

## Sources
- « Jean-Émile Castaignède », dans Adolphe Robert et Gaston Cougny, Dictionnaire des parlementaires français, Edgar Bourloton, 1889-1891 [détail de l’édition]
- « Jean-Émile Castaignède », dans le Dictionnaire des parlementaires français (1889-1940), sous la direction de Jean Jolly, PUF, 1960 [détail de l’édition]